# Eupithecia zombensis
Eupithecia zombensis är en fjärilsart som beskrevs av Claude Herbulot 1990. Eupithecia zombensis ingår i släktet Eupithecia och familjen mätare. Inga underarter finns listade i Catalogue of Life.